# Ba-Phalaborwa
Ba-Phalaborwa – gmina w Republice Południowej Afryki, w prowincji Limpopo, w dystrykcie Mopani. Siedzibą administracyjną gminy jest Phalaborwa.